# Fushan-Damm (Jiangsu)
Koordinaten: 33° 8′ 37″ N, 118° 4′ 8″ O
Der Fushan-Damm (chinesisch 浮山堰, Pinyin fúshān yàn) am Huai-Fluss (auch: Hueihe, Huihe) in China war ein Staudamm, der im Jahr 516 zu kriegerischen Zwecken erbaut und kurz darauf durch ein Hochwasser zerstört wurde, wobei 10.000 Menschen ums Leben kamen.

## Bauwerk
Der Fushan-Damm wurde 516 vom Kaiser Liang 150 km nordöstlich von Nanjing in der heutigen Provinz Jiangsu gebaut, um das Wei-Königreich und die Garnisonsstadt Shouyang zu bekämpfen. Die Talsperre war die größte, die es damals gab. Nach alten Aufzeichnungen war der Damm 48 m hoch, 4500 m lang, an der Dammkrone 108 m und an der Basis 336 m breit. Daraus errechnen sich Böschungsneigungen von 1:2,375 und ein Schüttvolumen von zwei Millionen m³. Der Staudamm hatte zwei Hochwasserentlastungen, die aber nicht leistungsfähig genug waren.
Nach heutigen Erkenntnissen war der Damm nur 30 bis 32 m hoch. Das reichte aus, um eine Staufläche von 6700 km² zu bedecken und einen Stauinhalt von 10 Milliarden Kubikmetern zu haben, damit wäre er heute nach dem Volta-Stausee der zweitgrößte der Erde.

## Zweck
Damals wurde in China oft „Krieg mit Wasser“ geführt. Dämme wurden gebaut, um gegnerische Städte oder Armeen zu überfluten bzw. wie im Fall des Fushan-Dammes Passagen zu kappen.

## Bruch
Vier Monate nach der Fertigstellung wurde der Damm bei einem Hochwasser überflutet, so dass er brach. Eine große Flutwelle führte flussabwärts zu bis 10.000 Toten der eigenen Bevölkerung.

## Heute
Überreste des Dammes sind heute bei dem Dorf Tonghe noch vorhanden. In den 1950er Jahren wurden bei Ausgrabungen Eisenteile, Backsteine und Pfeiler aus der Bauzeit entdeckt.